# 陳宥豪
陳宥豪，原名陳忠順（1956年—），台灣足球教練、足球裁判、前男子足球員，司職守門員。1973年代表國家隊以「中華龍」出戰西德黑沙隊，同年被網羅進新創建的飛駝足球隊。1983年，轉戰台電足球隊。翌年又轉戰雷鳥足球隊。國際賽則兩度入選中華隊競逐亞青盃，兩次入選奧運會外賽，以及三次入選世界盃會外賽。轉任教練後，則擔任過世青盃、亞青盃及奧運會外賽等賽事的中華隊助理教練。

## 生平
陳宥豪國中二年級便在高雄足球界有名的社會球隊雷鳥隊擔任守門員。
1971年，他就讀育樂高中一年級時入選了台灣出征國際中學足球賽的陣容，以及第十四屆亞青杯足球賽代表隊。
1973年，時值陳宥豪高三入選中華虎隊，與中華龍隊一同代表台灣與來訪的香港元老足球隊及西德黑沙隊進行友誼賽，賽後聯勤總部以中華龍、虎隊為班底，組建了飛駝隊，他亦獲延攬而加入，同時在高中畢業後就讀於聯勤技術學校，日後也在聯勤202廠工作。同年還參加了第四屆國際中學足球邀請賽，並在賽會中最後一戰守住四戰全勝的泰國隊，惟中華隊亦未能取勝，兩隊戰成0:0，因而最終以成績三勝二和，居於亞軍。
1974年4月，他再度入選亞青杯，該屆中華隊負日本、泰國，贏婆羅乃，和尼泊爾，最終於小組賽出局。同年10與11月間，代表中華隊競逐泰國「泰后盃」及越南「國慶盃」，分獲亞軍及季軍。同年12月，原獲選為出征第一屆大洋洲青年足球賽的中華U19代表隊，惟因簽證不順利，代表隊轉赴南太平洋諸邦訪問與友誼比賽。此後，他還代表中華隊征戰蒙特婁奧運會外賽、1978年國際足總世界盃會外賽、莫斯科奧運會外賽及1982國際足總世界盃會外賽。
1983年，他於聯勤兵工廠的服務合約到期，因而轉投台電隊。效力於飛駝隊期間，隨隊贏得1976年、1977年、1979年及1981年中正杯冠軍。隔年他又轉投雷鳥隊。
1987年，獲選為1987年國際足總世界青年錦標賽會外賽守門員教練，也是中華青年隊首次安排專職守門員教練。隔年再擔任1990年國際足總世界盃會外賽中華隊的管理兼訓練員。之後還擔任了1991年國際足總世界青年錦標賽暨1990年亞足聯青年錦標賽助理教練及1992年夏季奧林匹克運動會助理教練等中華隊各級賽事教練。

## 個人生活
陳忠順退休後調回高雄兵工廠任職，並偶爾擔任台灣或國際足球賽事裁判。此外其二女兒陳葦凌亦曾是足球員，且入選過中華台北女子足球代表隊。